# منتخب البيرو تحت 20 سنة لكرة القدم
منتخب البيرو تحت 20 سنة لكرة القدم (بالإسبانية: Selección de fútbol sub-20 del Perú)‏ هو ممثل بيرو الرسمي في المنافسات الدولية في كرة القدم في فئة كرة قدم تحت 20 سنة للرجال.